# And No Matches
„And No Matches“ je píseň německé skupiny Scooter z alba Jumpin' All Over the World. Jako singl vyšla píseň v roce 2007. Píseň vzorkuje píseň „Big Big World“ od Emilie Rydberg z roku 1998. Singl obsahuje i videoklip. HPV je nazpíván Rickem J. Jordanem.

## Seznam skladeb
| Pořadí         | Název                                         | Délka |
| -------------- | --------------------------------------------- | ----- |
| 1.             | And No Matches (Radio Edit)                   | 3:32  |
| 2.             | And No Matches (Fresh Off The Plane Club Mix) | 6:33  |
| 3.             | And No Matches (Extended)                     | 5:35  |
| 4.             | Up In Smoke                                   | 5:07  |
| Celková délka: | Celková délka:                                | 20:47 |

## Umístění ve světě
| Hitparáda  | Umístění |
| ---------- | -------- |
| Rakousko   | 20       |
| Nizozemsko | 62       |